# Aeroporto Internacional Mariano Escobedo
O Aeroporto Internacional Mariano Escobedo o Aeroporto Internacional de Monterrey, no município de Apodaca, é o principal porto de entrada aérea ao estado de Nuevo León e junto ao Aeroporto Internacional do Norte se encarrega das operações nacionais e internacionais da Zona Metropolitana de Monterrey.

## Ligações Externas
- Grupo Aeroportuário Centro Norte do México
- Aeroporto de Monterrey